# Albury-Wodonga
Albury-Wodonga es un amplio asentamiento urbano de Australia que incorpora las ciudades gemelas de Albury y de Wodonga, las cuales están separadas geográficamente por el río Murray y políticamente por una frontera de estado: Albury, al norte del río, es parte del Estado de Nueva Gales del Sur mientras que Wodonga, al sur, está en el Estado de Victoria.
Aunque en muchos sentidos ambas ciudades funcionan como una comunidad, tienen gobiernos y servicios municipales y estatales distintos. Pero el hecho de que se encuentren a menor distancia de Melbourne que de Sídney, y que la televisión del Estado de Victoria emita en la región, hace que Albury tenga más lazos culturales y psicológicos con el Estado de Victoria que con el de Nueva Gales del Sur al que pertenece.
La aglomeración Albury-Wodonga fue seleccionada a principios de los años 1970 como eje principal del plan del gobierno federal de Gough Whitlam para contrarrestar el crecimiento incontrolado de las grandes ciudades costeras de Australia (Sídney y Melbourne en particular) y estimular la descentralización. Para convertir Albury-Wodonga en una importante ciudad interior, se incentivaron empresas industriales para que se trasladaran allí, lo que se tradujo por un ligero movimiento de población hacia la región. Pero el posterior gobierno liberal de  Malcolm Fraser rechazó las políticas de descentralización emprendidas por los laboristas, y abandonó el intento de repoblar el interior del país y las ciudades que no eran capitales de Estado. Desde entonces, ningún gobierno ha retomado la idea y hay poca probabilidad de que la población actual de Albury-Wodonga, de aproximadamente 104.609 habitantes, alcance algún día los 300.000 proyectados por el gobierno Whitlam en los años 1970.
El alto nivel de empleo en el sector industrial hace que la aglomeración Albury-Wodonga no dependa de la agricultura, un hecho inusual para ciudades del interior de Australia.